# Dystrykt Siavonga
Dystrykt Siavonga – dystrykt w południowej Zambii w Prowincji Południowej. W 2000 roku liczył 58 864 mieszkańców (z czego 49,56% stanowili mężczyźni) i obejmował 10 504 gospodarstw domowych. Siedzibą administracyjną dystryktu jest Siavonga.